# Ștefan Cioroian
Ștefan Cioroian (n. 6 octombrie 1886, Comloș – d. secolul XX) a fost un delegat în Marea Adunare Națională de la Alba Iulia, organismul legislativ reprezentativ al „tuturor românilor din Transilvania, Banat și Țara Ungurească”, cel care a adoptat hotărârea privind Unirea Transilvaniei cu România, la 1 decembrie 1918.:p. 96

## Biografie
Ștefan Cioroian a studiat teologia, slujind ca protopop în Comloș.:p. 96

## Activitatea politică

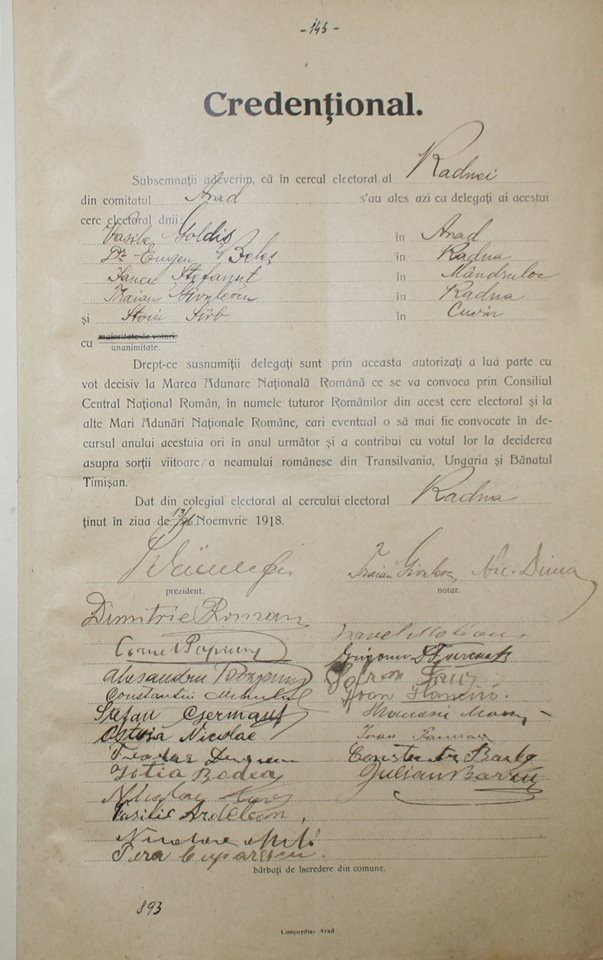
Credențional

Ca deputat în Adunarea Națională din 1 decembrie 1918 a reprezentat, ca delegat de drept, Protopopiatul Comloș, din județul Timiș-Torontal.La Adunarea din 1 decembrie 1918, i-a condus pe următorii țărani fruntași din Comloș: Andrei Bălan, Vichentie Stanciu Tuca, Neculaie Păcurariu Măriuța, Gheorghe Păcurariu, Ioan Coandă și Aurel Luca. Ștefan Cioroian s-a deplasat la Adunare împreună cu învățătorii Teodor Bucurescu și Petru Craiovan.:p. 96